# Materia prima (economía)

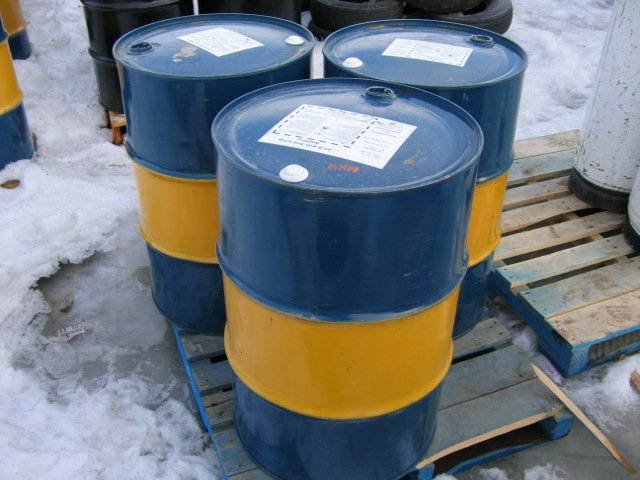
Barriles de petróleo

En economía, las materias primas, productos básicos, bienes homogéneos, mercancías (o artículos o bienes) de consumo, son bienes fungibles destinados a uso comercial.  

## Bienes de consumo tradicionales en economía
El significado tradicional de bienes de consumo se refiere originalmente a materias primas en general. Se trata de productos cuyo valor viene dado por el derecho del propietario a comerciar con ellos, no por el derecho a usarlos. 

## Principales bolsas mundiales de materias primas
- Bolsa Mercantil de Nueva York
- Bolsa de Metales de Londres
- Bolsa de Petróleo de Londres
- Chicago Board of Trade